# Maschinka Schneider
Maschinka Schneider, Ehename Maschinka Schubert (* 25. August 1815 in Reval, Russisches Reich; † 19. September 1882 in Dresden, Deutsches Reich), war eine deutsche Opernsängerin (Sopran/Mezzosopran).

## Leben
Maschinka Schneider war die Tochter des preußischen Kapellmeisters Georg Abraham Schneider und der Sängerin Caroline Schneider-Portmann (1774–1850). 1816 kam sie mit ihren Eltern nach Berlin. Ihren ersten künstlerischen Unterricht erhielt sie von ihrem Vater. Durch dessen Unterstützung konnte sie bereits als Kind neben Anna Milder in Glucks Oper Alceste auftreten. Außerdem erhielt sie Gesangsunterricht bei Carl Friedrich Zelter in Berlin.
Mit 16 Jahren ging Machinka Schneider 1831 nach Paris und nahm dort bei dem Opernsänger Marco Bordogni sowie bei Gioachino Rossini Gesangsunterricht. Bordogni vermittelte ihr ein kurzes Engagement an der Pariser Oper. Von dort aus holte man sie 1832 nach London an das Royal Opera House, wo ihre Auftritte ebenfalls enthusiastisch gefeiert wurden. Spätestens ab dieser Zeit stand Maschinka Schneider künstlerisch ebenbürtig neben Kollegen wie Wilhelmine Schröder-Devrient, Anton Haizinger und anderen.
Zurück in Deutschland, stand Maschinka Schneider kurzzeitig unter Vertrag am königlichen Hoftheater in Berlin. 1833 ging sie nach Dresden und trat dort erstmals am 10. April 1833 am sächsischen Hoftheater auf. Sie überzeugte als „Zerline“ und blieb bis zu ihrer Pensionierung Mitglied dieses Ensembles. Am 12. Juli 1837 heiratete Maschinka Schneider in Dresden den Konzertmeister François Schubert und hatte mit ihm eine Tochter, die spätere Sängerin und Schauspielerin Georgine Schubert, sowie einen Sohn, den Violinisten Franz Schubert.
Obwohl Maschinka Schneider ehelicher Abstammung war, wurde ihre Ernennung zur Hofschauspielerin bzw. Kammersängerin mehrmals abgelehnt, da ihr Vater auch Kinder mit anderen Frauen hatte.
1840 folgte sie Caroline Ungher-Sabatier, die in Dresden gastierte, nach Florenz, wo sie sich längere Zeit aufhielt. In späteren Jahren wirkte Maschinka Schneider auch als Gesangslehrerin.
Am 1. September 1860 verabschiedete sie sich offiziell von der Bühne und zog sich ins Privatleben zurück. Wenige Wochen nach ihrem 67. Geburtstag starb Maschinka Schneider am 19. September 1882 in Pillnitz/Dresden und fand dort auch ihre letzte Ruhestätte.

## Rollen (Auswahl)
- Marcelline – Die Hochzeit des Figaro (Wolfgang Amadeus Mozart)
- Zerline – Fra Diavolo (Daniel-François-Esprit Auber)
- Ännchen – Der Freischütz (Carl Maria von Weber)
- Rosina – Der Barbier von Sevilla (Gioacchino Rossini)
- Alice – Robert der Teufel (Giacomo Meyerbeer)